# Cau
Cau (tân lang, Hán tự: 檳榔) (danh pháp hai phần: Areca catechu), hay Nhân lang (仁榔), hay Tân lang (tiếng Trung: 梹榔) là một loài cây trong họ Cau (Arecaceae) được trồng nhiều tại khu vực nhiệt đới châu Á và Thái Bình Dương cũng như ở phía đông châu Phi. Nó là loại cây thân gỗ trung bình, cao tới 20 m, với đường kính thân cây có thể tới 20–30 cm. Các lá dài 1,5–2 m, hình lông chim với nhiều lá chét mọc dày dặc. Chi Cau có khoảng 50 loài. Ở Malabar, Areca dicksoni mọc hoang dã và những người nghèo dùng nó thay cho cau thực thụ.
Areca catechu được trồng vì giá trị kinh tế đáng kể của nó có từ việc thu hoạch quả. Quả cau chứa các ancaloit như arecain và arecolin, khi được nhai thì gây say và có thể hơi gây nghiện. Cau được trồng tại Ấn Độ, Malaysia, Đài Loan, Việt Nam và nhiều nước châu Á khác.
Đảo Penang, ngoài khơi bờ biển phía tây bán đảo Mã Lai, được đặt tên theo từ pinang, tên gọi địa phương của cau.

## Sơ lược

### Đặc điểm
Cây cau được trồng ở các khu vực ấm áp của châu Á để lấy quả khi còn non có màu xanh ánh vàng, kích thước xấp xỉ cỡ quả trứng gà, có chứa hạt kích thước cỡ hạt của quả cây sồi, hình nón với đáy phẳng và màu bên ngoài có ánh nâu; bên trong lốm đốm như hạt nhục đậu khấu. Quả của nó được bổ (hay cắt) thành các lát mỏng cuộn trong lá trầu không và têm vôi, vỏ cây chay thành miếng trầu.
Người dùng nhai trầu rồi bỏ bã. Cau, trầu và vôi làm răng và môi người nhai đỏ thẫm. Vị trầu rất nóng và hăng. Quả cau có vị thơm nồng và hăng và có thể gây say khi lần đầu tiên sử dụng nó. Người Đài Loan là những người buôn bán và ăn trầu cau nổi tiếng thế giới. Hàng năm, họ nhập khẩu rất nhiều cau từ Sumatra, Malacca, Thái Lan, Việt Nam. Mo cau có thể dùng làm quạt. Lá cau khô được dùng làm chổi.

### Vị hăng
Quả cau chứa một lượng lớn ta nanh (tannin), axít galic, tinh dầu gôm, một lượng nhỏ tinh dầu dễ bay hơi, li nhin (lignin), và một loạt các chất muối.
Có 4 ancaloit (alkaloid) đã được tìm thấy trong quả cau - Arecolin, Arecain, Guraxin và một chất chưa rõ tên do số lượng quá ít. Arecolin tương tự như Pilocarpin về mặt tác động lên cơ thể. Arecain là chất hoạt hóa chính trong quả cau.

### Sử dụng trong y học
Catechu thông thường được chiết từ quả cau bằng cách luộc chúng cho đến khi cô đặc được, nhưng Catechu tinh khiết sử dụng ở Anh được sản xuất từ Acacia catechu. Hoa cau có mùi thơm ngọt và ở Borneo người ta dùng nó như một loại bùa để chữa bệnh. Tại Ấn Độ, hạt cau được sử dụng để tẩy giun. Tác động của Arecain tương tự như của Muscarin và Pilocarpin khi sử dụng bên ngoài, còn khi sử dụng bên trong cơ thể nó gây ra hiện tượng co đồng tử.
Arecolin Hiđrôbrômua, một muối có giá trị thương phẩm, là một chất kích thích tuyến nước bọt mạnh hơn Pilocarpin và là một chất nhuận tràng mạnh hơn Eserin. Nó được sử dụng để chữa bệnh đau bụng cho ngựa.
Để tẩy giun, hạt ở dạng bột dùng từ 1-2 thìa trà. Ở dạng chiết xuất thành chất lỏng là khoảng 3,56 ml. Để chữa bệnh cho ngựa, dùng 0,065-0,097 gam arecolin. Đối với người, dùng không quá 0,0043 đến 0,0065 gam.

## Vị trí trong văn hóa Việt

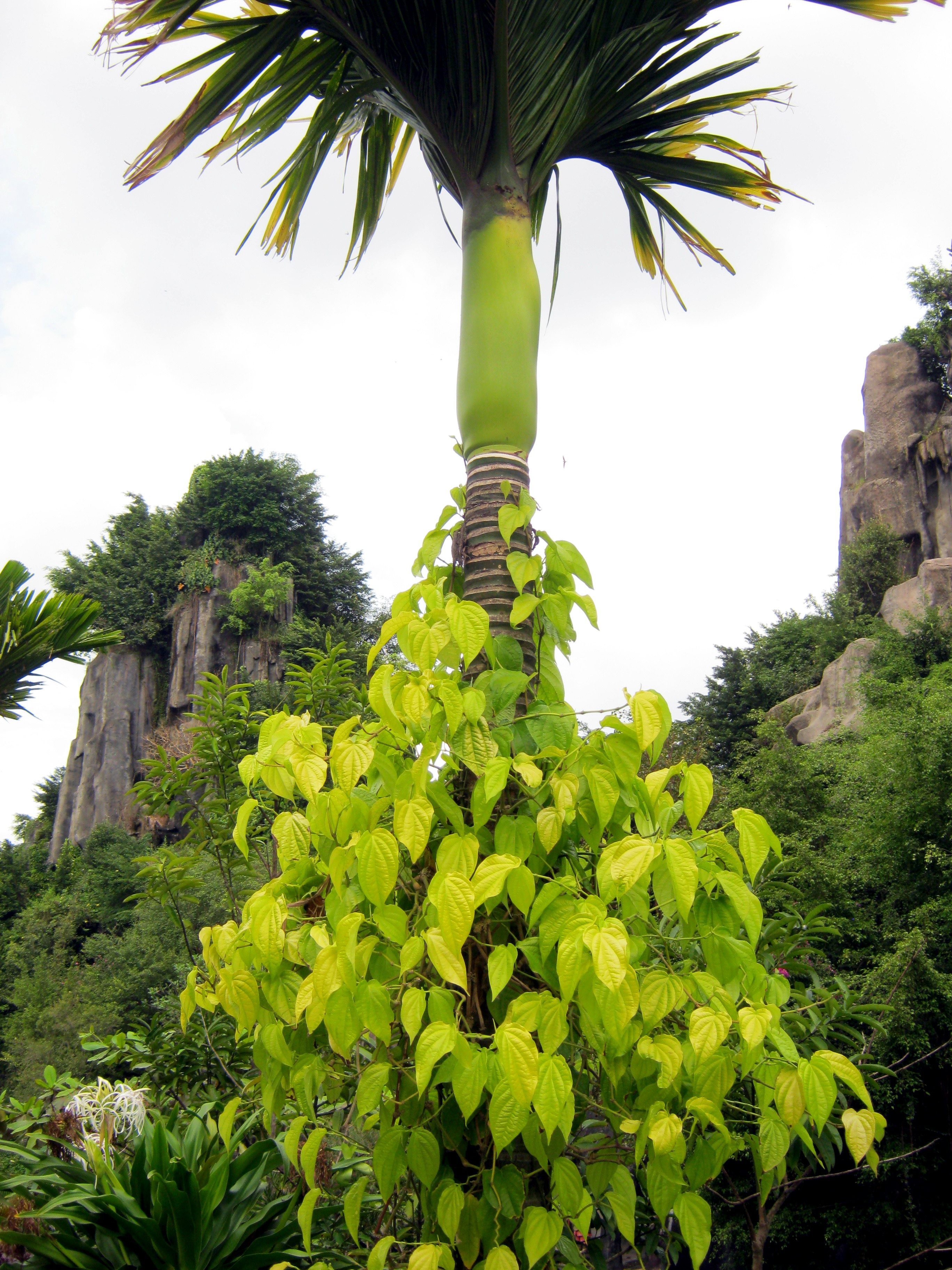
Hình minh họa sự tích trầu cau

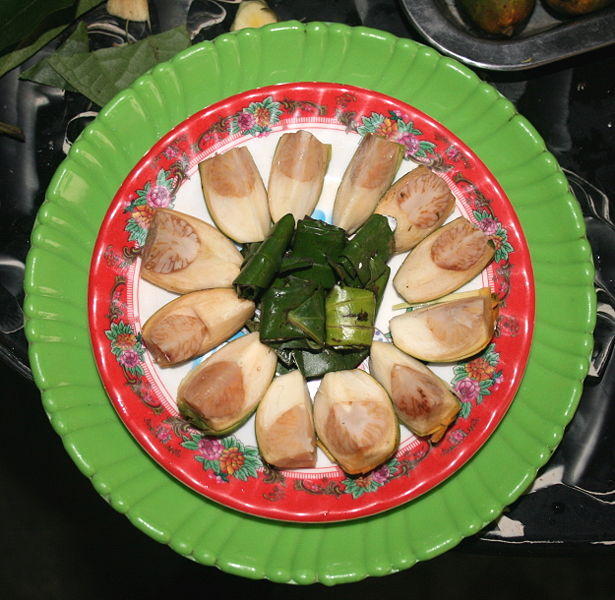
Một đĩa cau trầu đã têm

Trong kho tàng truyện cổ tích Việt Nam, có truyện Sự tích trầu cau. Câu chuyện này nhân cách hóa nguồn gốc của cây cau, cây trầu không và tảng đá vôi là những thứ được sử dụng để ăn trầu cũng như giải thích tục lệ sử dụng trầu cau trong các đám cưới.
Câu chuyện kể về việc hai anh em Tân và Lang cùng người vợ của Tân. Chỉ vì một sự hiểu lầm rất nhỏ mà cả ba người đã biến thành cau, trầu và tảng đá vôi. Tân biến thành cây cau, Lang biến thành tảng đá và vợ Tân biến thành cây trầu quấn quanh cây cau để minh chứng cho sự trong sáng, tình nghĩa anh em, vợ chồng của họ. Cho đến ngày nay, trầu cau vẫn là thứ không thể thiếu trong các lễ cưới của người Việt.
Trầu cau là những thứ ngày xưa không thể thiếu trong các dịp xã giao hay lễ hội của người Việt; là một thứ đầu các lễ nghĩa. Phàm việc tế tự tang ma, cưới xin... việc gì cũng lấy miếng trầu làm trọng. "Miếng trầu là đầu câu chuyện", dân thôn ai có việc gì đến nhà người nhà tôn trưởng hoặc vào cửa quan, cũng đem buồng cau vào là quý. Nhà tư gia cúng giỗ tổ tiên tất phải có cơi trầu. Khách đến chơi nhà, phải có trầu thiết đãi. Đám hương ẩm, tùy người tôn ty mà chia phần trầu có thứ tự, nếu kém một khẩu trầu có khi sinh sự tranh kiện nhau. Kẻ buôn bán, đã ăn trầu của nhau rồi thì phải nể nhau có câu rằng: miếng trầu là đầu thuốc cấm...
Tuy rằng ngày nay các phong tục tập quán này mất đi khá nhiều nhưng nó vẫn còn mang ý nghĩa sâu đậm trong văn hóa và văn chương Việt Nam.
Ngoài truyện cổ tích Trầu Cau, sau đây là một số thí dụ tiêu biểu:
- Truyện "Chim Trĩ Trắng" viết, khoảng thế kỷ VI trước công nguyên, khi sứ Việt sang triệu kiến, Chu Vương hỏi rằng: "người Việt xăm trổ để làm gì?" Sứ ta đáp: "người Việt xăm trổ để tránh thủy quái ăn thịt", lại hỏi rằng: "thế cạo tóc để làm gì?" sứ ta đáp: "cạo tóc để đi rừng cho khỏi vướng", Chu Vương hỏi tiếp: "thế ăn trầu để làm gì" sứ ta trả lời: "ăn trầu để tránh ô trừ uế"... Nghe xong Chu Vương phán rằng: "người Việt có văn hóa riêng của họ, không cùng giống với ta, nay cấp cho thủy xa trở về gìn giữ lấy tập quán, hai bên cùng nhau giao hảo".
- Thương nhau cau sáu bổ ba,
Ghét nhau cau sáu bổ ra làm mười.
—Ca dao
- Quả cau nho nhỏ,
Cái vỏ vân vân.
Nay anh học gần,
Mai anh học xa
Lấy anh từ thuở mười ba,
Đến năm mười tám thiếp đà năm con.
Ra đường thiếp hãy còn son,
Về nhà thiếp đã năm con cùng chàng.
—Ca dao
- Mời Trầu
Quả cau nho nhỏ, miếng trầu hôi,[5]
Này của Xuân Hương đã quệt rồi.
Có phải duyên nhau thì thắm lại,
Đừng xanh như lá bạc như vôi.
—Thơ của Nữ sĩ Hồ Xuân Hương

## Một vài hình ảnh về cây cau

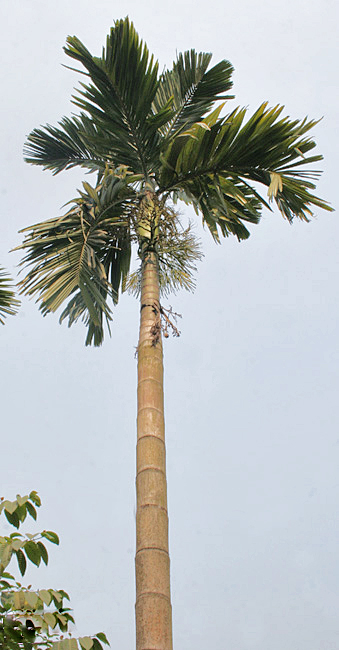
Một cây cau
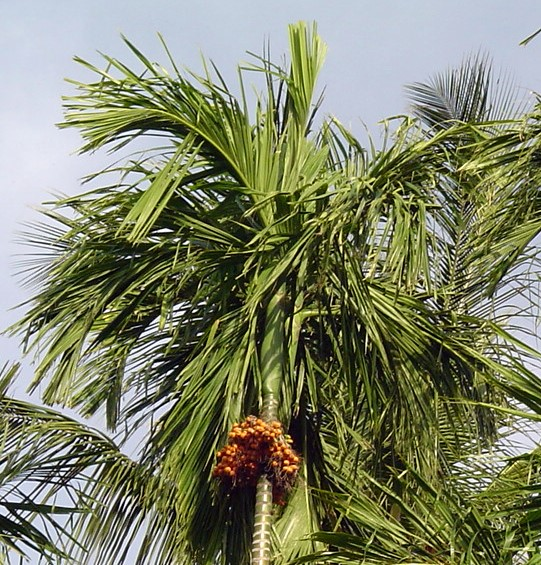
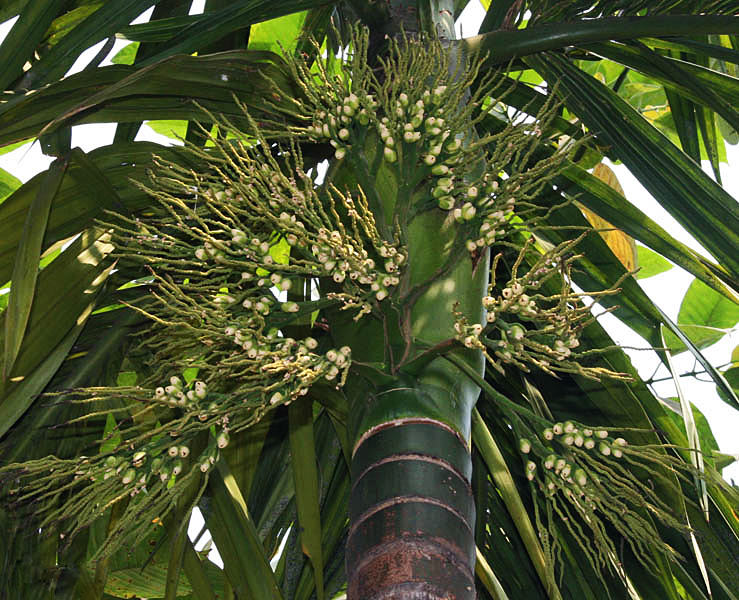
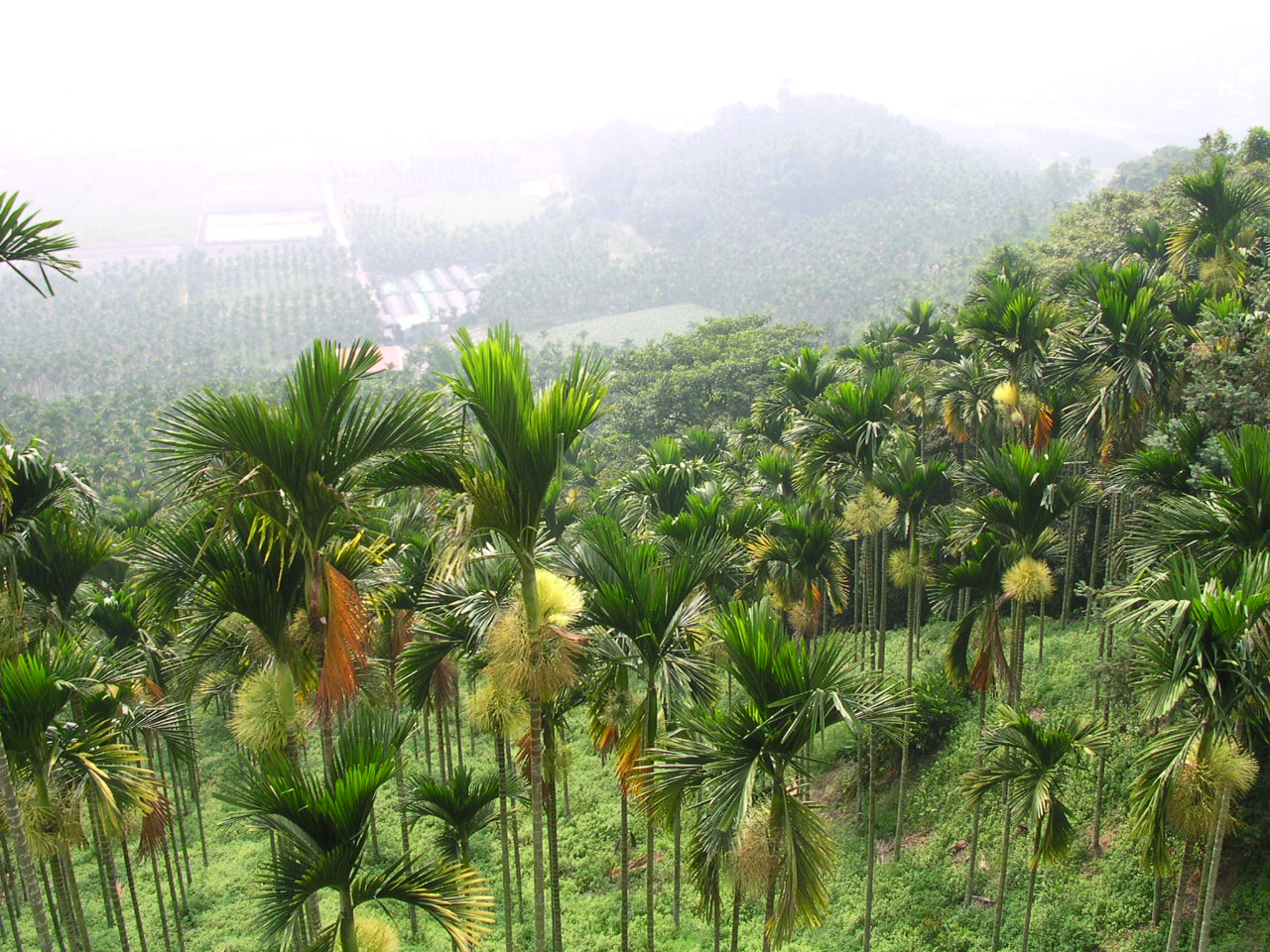
Rừng cau tại Đài Loan.
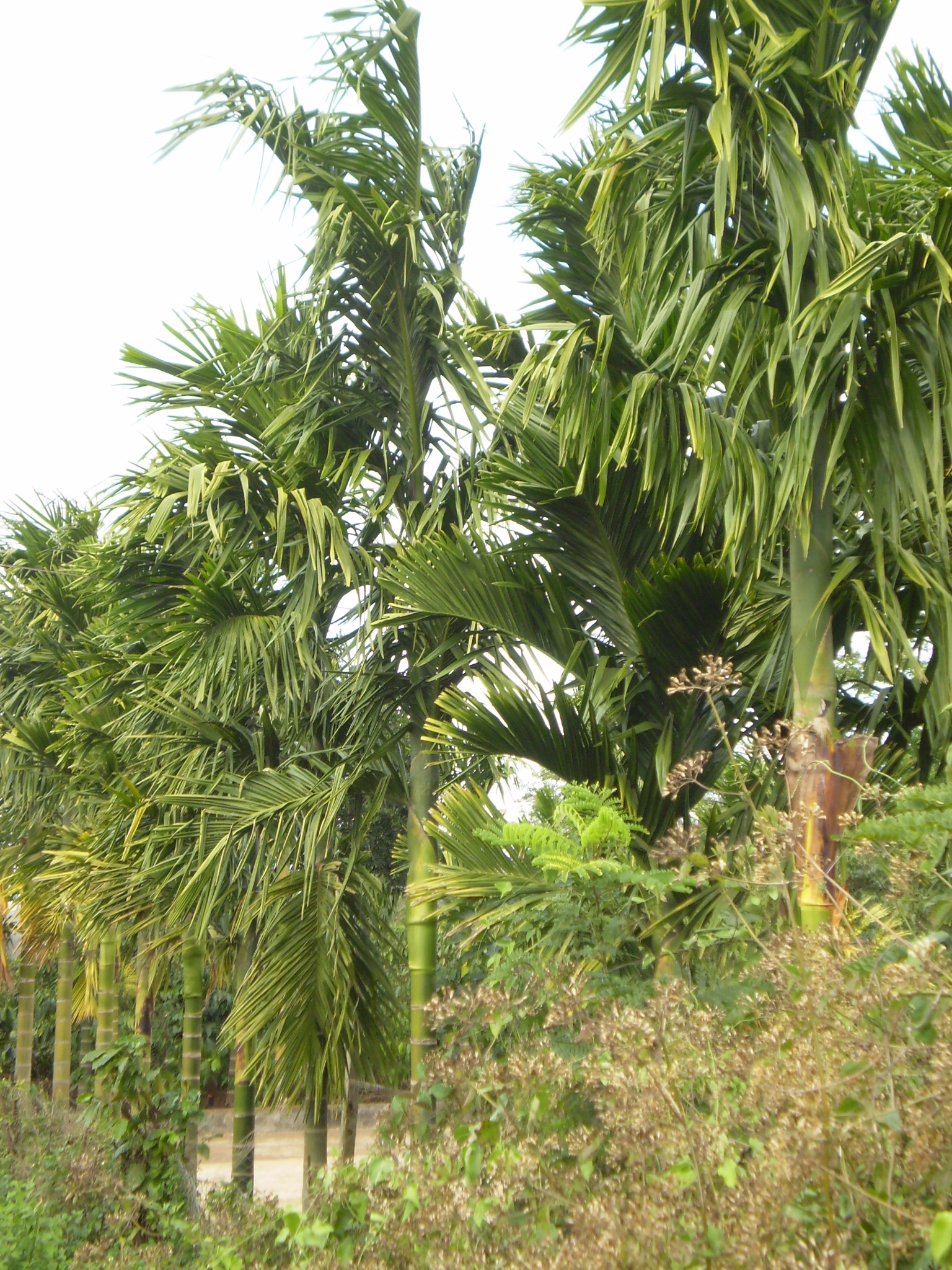
Vườn cau tại Cư Kuin, Đắk Lắk.
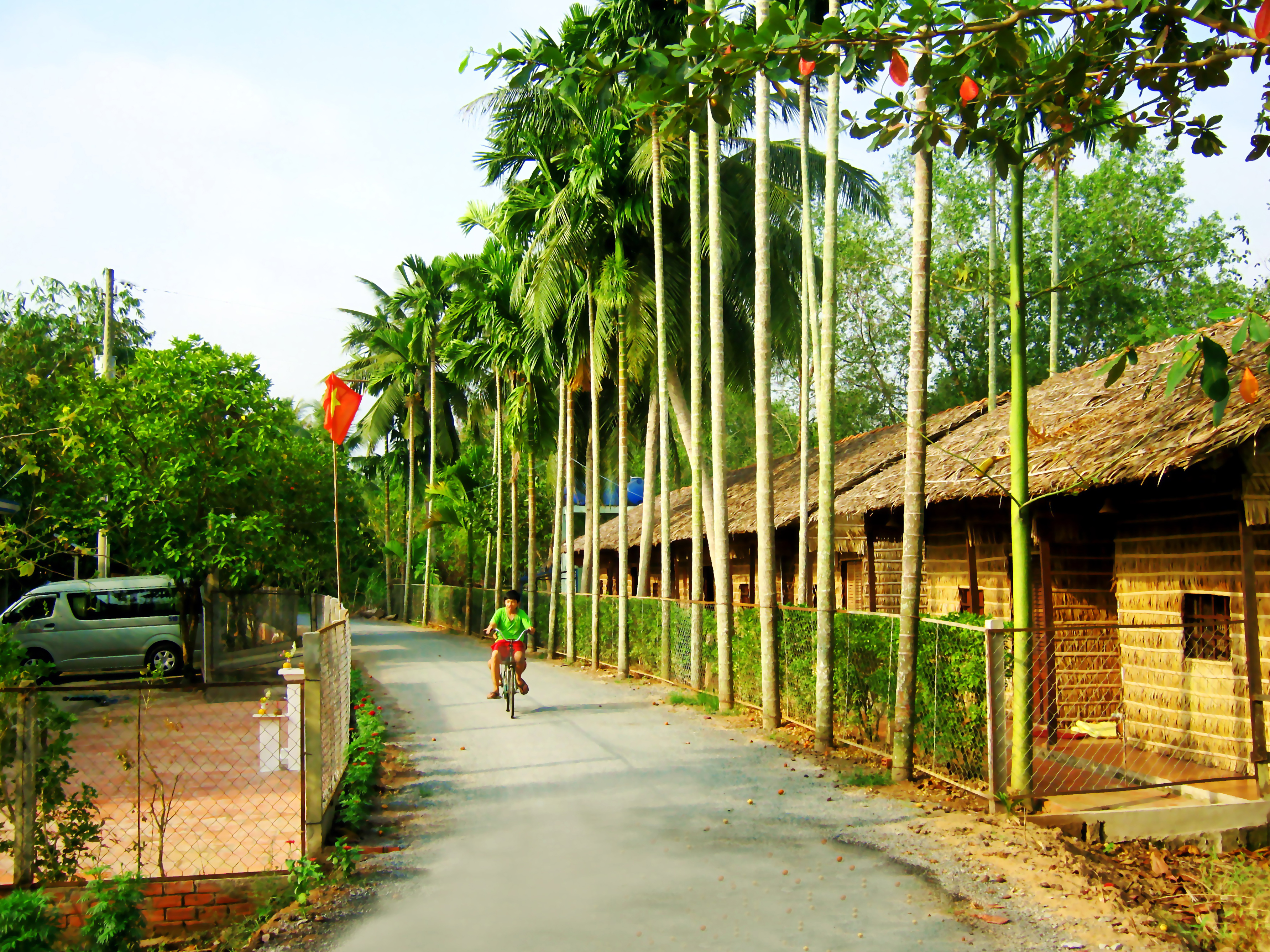
Cau được trồng bên đường ở Thường Thạnh
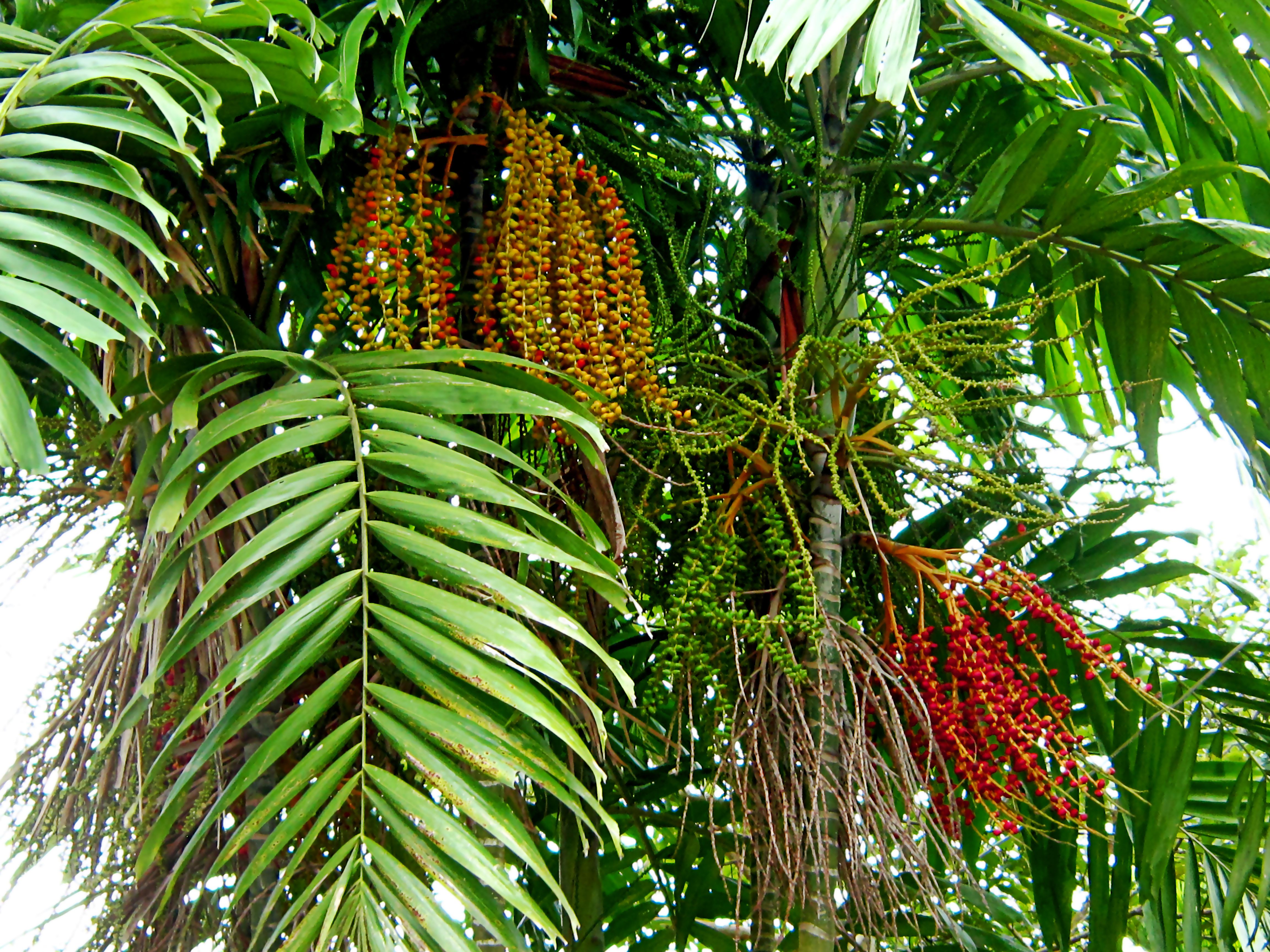
Cau kiểng ở Long Xuyên.
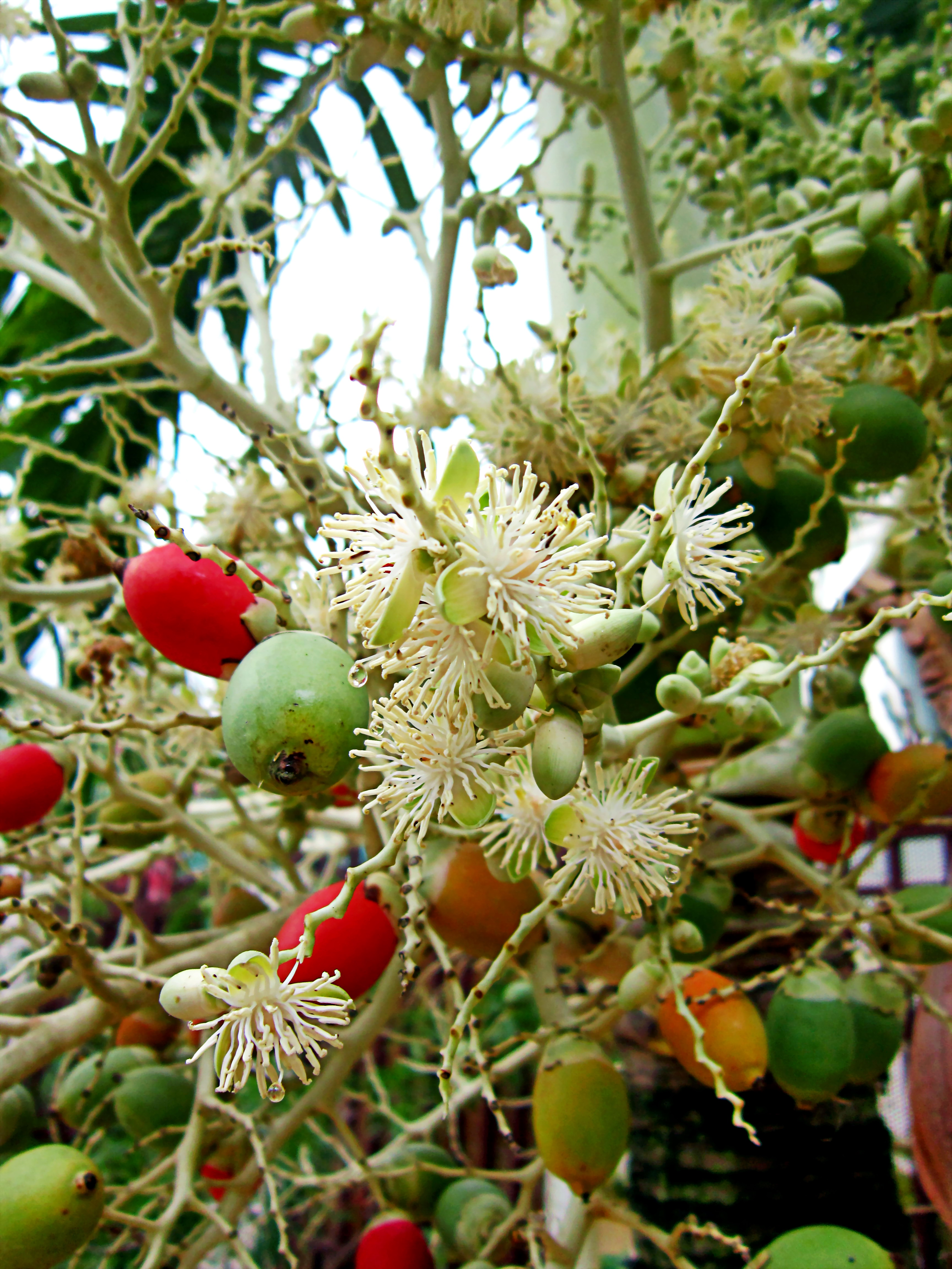
Một buồng cau kiểng.
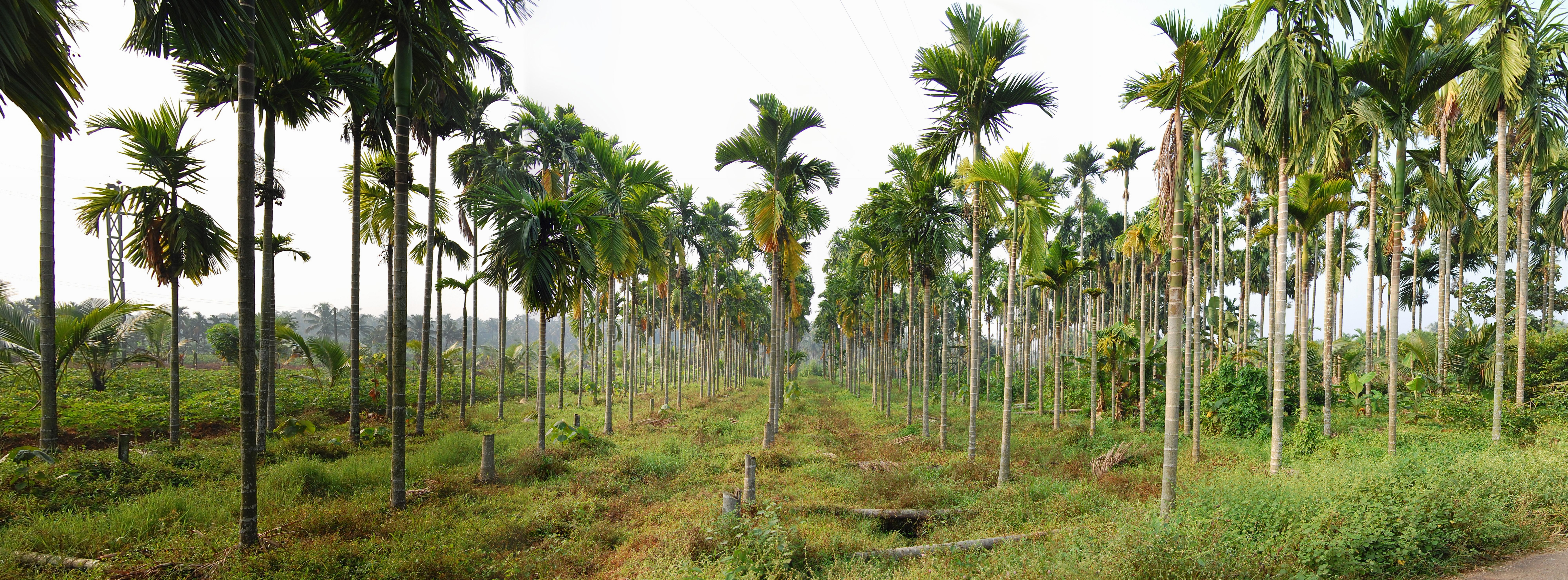
Một trại cau tại Kerala, Ấn Độ
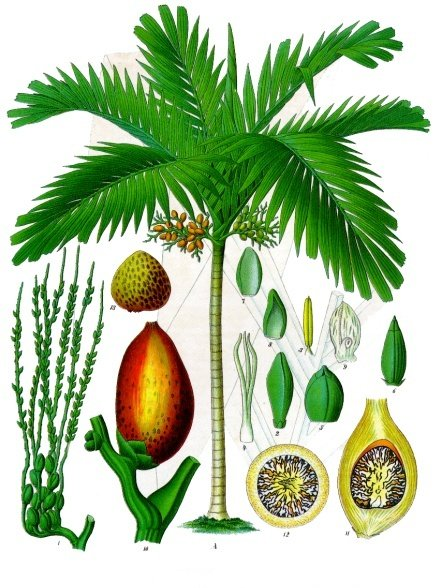
Hình minh họa từ thế kỷ 19 của Areca catechu